# Amber (fartyg)
 Amber är ett svenskt segelfartyg med hjälpmotor, som byggdes som seglande fraktfartyg i furu på ekspont 1911 i Viken i Skåne. Hon hade jaktskrov och var galeasriggat. Hon seglades av redaren W.L. Wennerberg på Ven. Det installerades en motor på 23 hästkrafter 1923 och senare har en ny, större maskin satts in.
Amber gick i fraktfart för Degerhamns kalkbruk och senare Ölands Cement AB 1921–1957. Från 1966 har Amber varit fritidsfartyg.